# Amde Werq
Amda Work (« pilier d'or ») est une ville d'Éthiopie située dans la zone Wag Hemra de la région Amhara.